# جاهل محل
جاهل محل فیلمی به کارگردانی سردار ساگر و نویسندگی احمد نجیب‌زاده محصول سال ۱۳۴۳ است.

## خلاصه داستان
غلام چتولی در یکی از شب‌ها که به خانه‌اش بازمی‌گردد، شاهد وقوع قتلی در خیابان لاله زار می‌شود و برای رسیدگی به جنایت به کلانتری محل می‌رود...

## بازیگران
- شهین
- عباس مصدق
- آپیک یوسفیان
- عزت‌الله وثوق
- حسین امیرفضلی
- محسن آراسته
- شهپر
- قربانی
- هوشمند فیروز
- حسن رضایی
- رضا هوشمند
- خاشابی
- محمود
- صادقی
- ایرج فریدونی
- عباس